# Tadeusz Bogdanowicz
Tadeusz Bogdanowicz (ur. 5 czerwca 1891 w Ryszkowej Woli, zm. ok. 1952 w Warszawie) – pułkownik artylerii Wojska Polskiego, dowódca 2 Grupy Artylerii Przeciwlotniczej, dowódca warszawskiego ośrodka biernej obrony przeciwlotniczej w czasie wojny obronnej 1939 roku, powstaniec warszawski, kawaler Orderu Virtuti Militari.

## Życiorys
Syn Mariana i Władysławy z domu Miaskowskiej, urodzony w Ryszkowej Woli w powiecie jarosławskim. Służył w c.k. artylerii, w której szeregach w 1914 roku uzyskał awans do stopnia podporucznika, a dwa lata później – do stopnia porucznika. Następnie instruktor przy 1. pułku artylerii Polskiego Korpusu Posiłkowego. Reskryptem Rady Regencyjnej z 31 października 1918 został przydzielony do odrodzonego Wojska Polskiego. Awansowany do stopnia majora ze starszeństwem z dniem 1 czerwca 1919.
W latach 1918–1934 dowodził różnymi oddziałami artylerii. W latach 1922–1924 był zastępcą dowódcy 7 pac, a następnie zastępcą dowódcy 14 pal. W latach 1929–1931 dowodził 2 dak w Dubnie. Był organizatorem i pierwszym dowódcą 1 pam w Stryju (1931–1935). Awansowany do stopnia podpułkownika ze starszeństwem z dniem 1 lipca 1925.
W styczniu 1934 uległ wypadkowi podczas obozu narciarskiego w Zakopanem. Później piastował stanowisko komendanta PKU w Inowrocławiu. W latach 1937–1938 był dowódcą OPL Rejonu Przemysłowego Radom, a od 16 maja 1938 roku do 26 sierpnia 1939 dowódcą OPL Ośrodka Warszawa. 26 sierpnia 1939 został mianowany dowódcą 2 Grupy Artylerii Przeciwlotniczej. Awansowany do stopnia pułkownika ze starszeństwem z dniem 19 marca 1938.
Po mobilizacji w 1939 został mianowany dowódcą warszawskiego ośrodka biernej OPL.
W czasie okupacji przebywał w Warszawie. W czasie powstania warszawskiego walczył na Sadybie.
Po wojnie, od 3 września 1945, w ludowym Wojsku Polskim. Był m.in. szefem referatu zamówień Departamentu Uzbrojenia MON, szefem uzbrojenia DOW nr I Warszawa oraz kierownikiem sekcji uzbrojenia Inspektoratu Artylerii DOW nr I Warszawa. Zwolniony ze służby rozkazem MON z 4 czerwca 1947. 
Był żonaty i miał syna Andrzeja, urodzonego 9 września 1920. 
Zmarł w Warszawie ok. 1952.

## Ordery i odznaczenia
- Krzyż Srebrny Orderu Wojskowego Virtuti Militari nr 4690 – 1921[19][20]
- Krzyż Walecznych po raz pierwszy[1]
- Złoty Krzyż Zasługi[1]
- Medal Niepodległości[1]
- Medal Pamiątkowy za Wojnę 1918–1921[1]
- Medal Dziesięciolecia Odzyskanej Niepodległości[1]
- Medal Zwycięstwa („Médaille Interalliée”)[1]